# Singamia
Em biologia, chama-se singamia ao processo em que duas células, por exemplo, um espermatozoide e um ovócito se juntam durante a fertilização.
Ao contrário da conjugação, em que as duas células ou organismos (normalmente uma bactéria ou um protozoário) trocam o material genético mantendo a sua individualidade, na singamia, as duas células perdem a sua identidade, juntando, quer o citoplasma (plasmogamia), quer os núcleos (cariogamia).